# Fulgencio Yegros
Fulgencio Yegros (Quyquyhó, 1780 - 1821) foi um destacado militar e político paraguaio, um dos responsáveis pela independência do país.

## Biografia
Yegros pertencia a uma das famílias mais tradicionais da Província do Paraguai; seu avô chegou a ser governador da província. Foi casado com a senhora Facunda Speratti e teve quatro filhos.

## Trajetória
Sendo alferes no ano de 1801 e um dos poucos militares de carreira, integrou a expedição enviada ao norte paraguaio para reconquistar Coimbra das mãos dos portugueses. 
Participou ativamente na defesa do Rio da Prata durante as invasões inglesas e ali conheceu a Fernando de la Mora e Juan Francisco Recalde.
Em 1810, Fulgencio Yegros chegou ao posto de capitão, nesse mesmo ano foi-lhe encomendada a defesa das costas do rio Paraná na zona de Paso de Patria.
Depois da batalha de Paraguari foi promovido a tenente-coronel. Passava por realista e logo depois da desmobilização massiva ordenada por Velasco foi dos poucos que ficaram com o comando da tropa, sendo nomeado governador das Missões. 
Inteirado em 19 de maio dos movimentos em Assunção em 14 de maio, marchou até a capital chegando em 21 de maio. 